# Pierre Nothomb

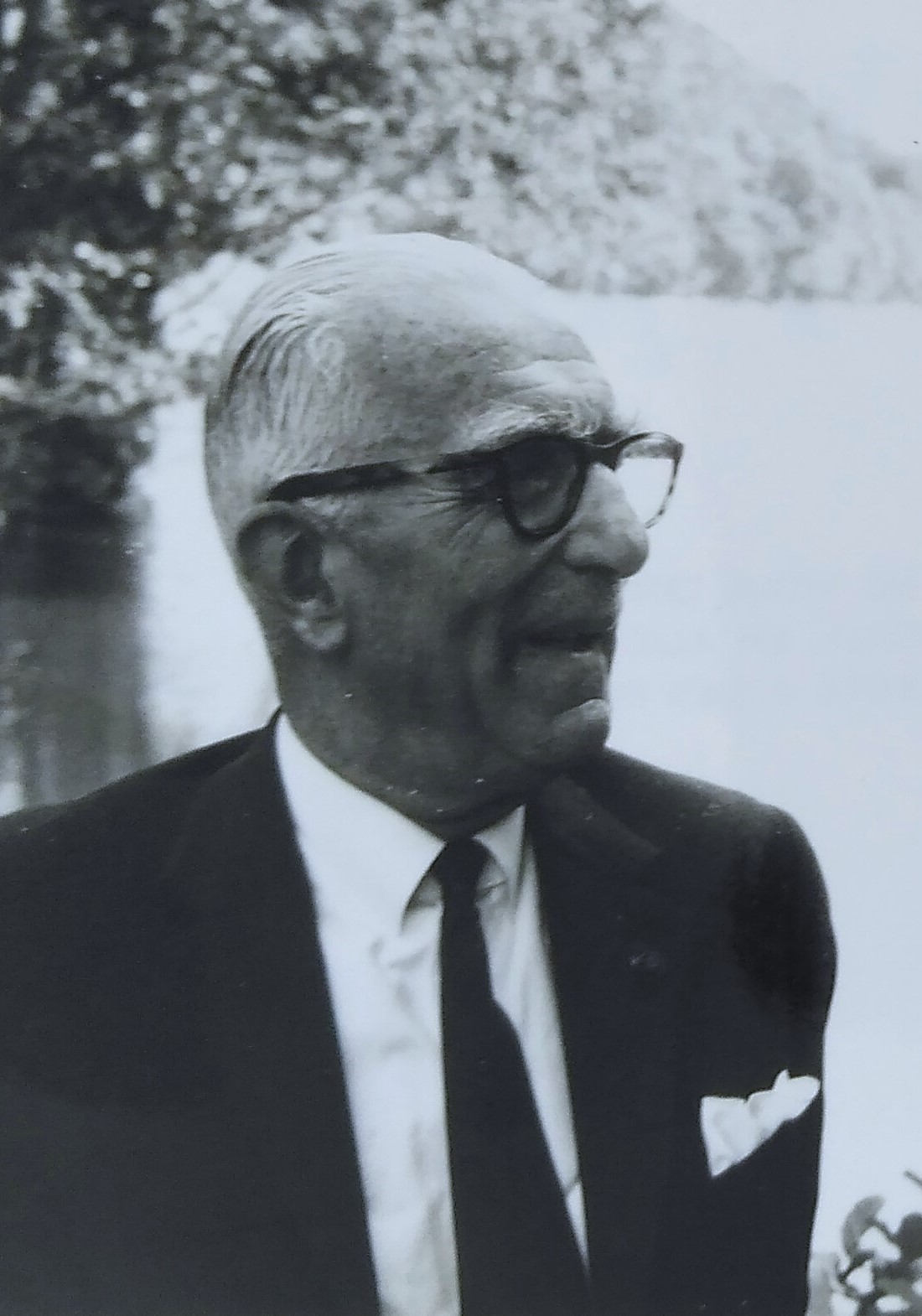
Pierre Nothomb in 1950

Pierre Frédéric Albert Marie Joseph Nothomb (Doornik, 28 maart 1887 – Habay-la-Neuve, 29 december 1966) was een Belgisch senator, politiek activist en schrijver.

## Familie
Pierre Nothomb was een achterneef van Jean-Baptiste Nothomb (1805-1881), die tot de stichters van België behoorde en lid was van het Nationaal Congres. Hij was de kleinzoon van diens broer Jean-Pierre Nothomb (1807-1880) en de zoon van Paul Nothomb (1855-1916), raadsheer bij het Hof van Beroep in Brussel, en Eugénie de le Court.
Hij trouwde driemaal en had uit de eerste twee huwelijken respectievelijk acht en vijf kinderen.
Zijn eerste huwelijk, in 1911 met Juliette Bamps (1891-1926), dochter van een voorzitter van de rechtbank van eerste aanleg in Hasselt had de volgende kinderen:
- André Nothomb (1912-1937), overleden in militaire dienst, x Claude Lancksweert (1914-1970).
  - Baron Patrick Nothomb (1936-2020), ambassadeur, x Danièle Scheyven (1938-2024). In 1964 gegijzeld in Stanleystad door Congolese muiters, schreef hij Dans Stanleyville, 1993 (heruitgegeven in 2011). Over zijn carrière schreef hij: Intolérance zéro, 42 ans de carrière diplomatique, met een nawoord door zijn dochter Amélie Nothomb, 2004.
    - Baron André Nothomb (1962-), directeur Solvay in Korea.
    - Juliette Nothomb (1963-), auteur van kinderboeken en kookboeken.
    - Fabienne, genaamd Amélie Nothomb (1966-), romanschrijfster.
- Paul Nothomb (1913-2006), x Marguerite Develer, communist, deelnemer aan de Spaanse burgeroorlog, weerstander, voorwerp van controverses na de oorlog. Onder het pseudoniem Julien Segnaire schreef hij heel wat boeken, onder meer L’homme immortel (1984) en Nouveau Regard Sur L’Eden (1987).
- Marie-Isabelle Nothomb (1916-1917).
- Marie-Claire Nothomb (1917-2009) x markies Jean de Trazegnies d'Ittre (1919-1982), eigenaars van het kasteel van Corroy-le-Château.
  - Olivier de Trazegnies d'Ittre (1943-), historicus.
- Jean-François Nothomb (1919-2008), weerstander, leider van de ontsnappingsroute Comète, Petit frère de Charles de Foucauld, x 1980 Anna Leggieri (1945).
- Jacqueline Nothomb  (1920-2014), x Jacques Orts (1904-1989).
- Colette Nothomb (1922-2013) x Baudouin Roelants du Vivier (1917-2011), XX André Terlinden (1920-1983).
  - François Roelants du Vivier (1947-), Belgisch en Europees parlementslid.
- Dominique Nothomb (1924-2008), Witte Pater, doctor in de godgeleerdheid, missionaris in Ruanda en Burkina Faso.

Zijn tweede huwelijk in 1928 was met Ghislaine Montens d'Oosterwyck (1899-1961). Ze hadden vijf kinderen:
- Lucie Nothomb (1929-), x Raymond Dumay (1916-1999).
- Louise Nothomb (1930-1954).
- Donate Nothomb (1932-1977).
- Baron Simon-Pierre Nothomb (1933-2012), x Dominique d'Aspremont Maillen (1938), directeur-generaal UCL, vrijwilliger Belgisch Koreabataljon, x gravin Dominique d'Aspremont Lynden Maillen (1938- ).
  - Pierre-Maurice Nothomb (1962), afgevaardigd bestuurder van Deminor, x Sandrine Delacroix (1967- ).
- Baron Charles-Ferdinand Nothomb (1936-2023), voorzitter van de Parti Social Chrétien, minister van Buitenlandse Zaken, voorzitter van de Kamer van volksvertegenwoordigers, senator, Europarlementslid, x Michèle Poupez de Kettenis de Hollaeken Dryepondt (1941-).

In 1963 trouwde hij een derde maal, met barones Alice van Zuylen van Nyevelt (1901-1988), weduwe van Henry Kervyn en rechtstreekse nazate van de Brugse drukker-uitgever Joseph De Busscher, net zoals Suzanne Lilar en Françoise Mallet-Joris.
Pierre Nothomb verkreeg in 1933 opname in de erfelijke adelstand en in 1937 de persoonlijke titel van baron.

## Levensloop
Tot in 1910 studeerde Nothomb rechten aan de Katholieke Universiteit Leuven. Hij werd stagiair-advocaat bij de latere minister Henri Carton de Wiart.
Nothomb was nauwelijks twintig toen hij zijn eerste schrijfwerk publiceerde, onder meer la Morte, een eenakter in verzen (1907). Hij wijdde zich tevens aan het tijdschrift Durendal, dat ook een uitgeverij werd.
Tijdens de Eerste Wereldoorlog volgde hij de Belgische regering in ballingschap en werkte voor haar in Sainte-Adresse. Hij schreef er enkele vaderlandslievende pamfletten, zoals:
- Les Barbares en Belgique, (1916)
- La Belgique martyre, (1915)
- Le Roi Albert.

## Politiek
Eenmaal de oorlog voorbij stichtte hij een beweging onder de naam La grande Région die de oprichting voorstond van een nieuwe staat bestaande uit België, het Groothertogdom Luxemburg, een deel van Duitsland, de Franse Ardennen en Nederlands Limburg. Hij bracht hiermee onrust in de Nederlandse regering, terwijl koning Albert I dit idee sterk veroordeelde. Na de mislukking van het bij België annexeren van het groothertogdom en van Nederlands Limburg stierf de beweging een stille dood.
Hij bleef in de volgende jaren een van de boegbeelden van nationalistische bewegingen. Hij stichtte in 1919 de Comité de Politique nationale (C.P.N.), waar generaals, zakenlui, juristen, schrijvers en politici lid van waren. 
Nothomb spitste zich vervolgens toe op de binnenlandse politiek en werd rechts of zelfs radicaal rechts in zijn uitspraken en toespraken. Begin 1924 stichtte hij met enkele medestanders de Action nationale die tot doel had de verschillende nationalistische splintergroepen te verenigen. Hij ijverde voor een autoritair katholicisme, in de lijn van de leer van Charles Maurras. Hij stond vijandig tegenover de parlementaire democratie, maar de vijand bij uitstek was het marxisme, gesticht door de 'Joodse Mof' Karl Marx.
De beweging was anti-socialistisch en had sympathie voor het Italiaans fascisme. Er moest een sterke regering komen die verantwoording moest afleggen tegenover de koning en niet meer tegenover het parlement. De wetgevende macht zou op corporatistische basis georganiseerd worden.
De 'Action nationale' had ook een jongerenbeweging, de Jeunesses nationales (1925-1932) die een drieduizendtal leden telde, hoofdzakelijk leerlingen uit katholieke middelbare scholen. Men zette ze in voor de ordediensten bij meetings, voor de verkoop van de nieuwsbladen, voor het deelnemen aan vaderlandse plechtigheden en ook voor rellen met de socialisten en de Vlaams-nationalisten. 
Nothomb is nooit een charismatische leider geweest en had geen groot prestige. Léon Degrelle stelde hem als volkstribuun in de schaduw. Kwam daar nog bij dat hij, tegenstander van de parlementaire democratie, toch ambities had om op een katholieke lijst verkozen te worden. Zowel bij de verkiezingen van 1925 als die van 1929 stond hij op de katholieke lijst voor de Kamer van volksvertegenwoordigers in het arrondissement Brussel. Ook accepteerde hij de vernederlandsing van de Rijksuniversiteit Gent. Zijn volgelingen begrepen het niet goed en verlieten hem. 
Op het einde van de jaren 1930 raakte Nothomb bevriend met Joris Van Severen, door hun overeenstemmende belgicistische ideeën. In september 1939 ondertekende Van Severen het manifest van de door Nothomb opgerichte Ligue de l'Indépendance, die neutraliteit aan een autoritaire staatsinrichting wilde koppelen. Toen Van Severen bij het begin van de Tweede Wereldoorlog als staatsgevaarlijk opgepakt werd en naar Frankrijk werd gevoerd, probeerde Nothomb tevergeefs om de Verdinaso-leider vrij te krijgen.
Van 1932 tot 1936 was Nothomb gemeenteraadslid van Sint-Joost-ten-Node en was daarna van 1938 tot 1958 gemeenteraadslid in zijn thuisbasis Habay-la-Neuve. Vooral zetelde hij van 1936 tot 1965 in de Senaat: van 1936 tot 1939 en van 1946 tot 1949 als provinciaal senator voor Luxemburg en van 1939 tot 1946 en van 1949 tot 1965 als rechtstreeks gekozen senator voor het arrondissement Aarlen-Bastenaken-Marche-Neufchâteau-Virton
Na de Tweede Wereldoorlog pleitte hij er opnieuw voor dat België Zeeuws-Vlaanderen, Nederlands-Limburg, het Groothertogdom Luxemburg en delen van Duitsland zou annexeren. Hij richtte daartoe het 'Comité belge du Rhin' mee op.

## De Ardennen
Nothomb beschouwde zich in de eerste plaats als Ardenees en wilde er niet van horen dat hij 'Waal' zou geweest zijn.
Hij stichtte in 1948 de Académie belgo-luxembourgeoise, blies nieuw leven in voor de wijdingsplechtigheden van de Ardeense bossen bij de aanvang van de jacht.
Hij kocht het kasteel Pont d'Oye in Habay-la-Neuve en trok er zich steeds vaker terug. Hij overleed er en werd er begraven.

## Publicaties
Baron Nothomb was doctor in de rechten en licentiaat in politieke en sociale wetenschappen. Weldra verliet hij de advocatuur om zich volledig aan de literatuur en aan de politiek te wijden. 
Hij schreef een aanzienlijke hoeveelheid gedichten, essays, romans, biografieën die allen geïnspireerd werden door zijn rotsvast katholiek geloof en door zijn grote levensappetijt. Zijn te vermelden:
- Marisabelle, (1920)
- L'Arc-en-ciel (1909), gedichten
- Porte du ciel,
- Clairière (1941),
- Pater alterné (1950),
- Terrasse (1957),
- Élégie du solstice (1959)
- L'Été d'octobre (1963)

Ondertussen bestudeerde Nothomb de politiek en publiceerde verschillende werken:
- Étapes du nationalisme belge (1918)
- Risquons-Tout (1926)
- Les Dragons de Latour (1934).

Hij zocht en vond ook inspiratie in de Bijbel en in religieuze onderwerpen:
- Notre Dame du matin (1912)
- L'âme du purgatoire, (1913)
- Vie d'Adam (1929),
- L'Égrégore (1945),
- Le Roi David (1960).

Daarnaast schreef hij romans:
- La Rédemption de Mars (1923)
- Le Lion ailé (1926),
- Morménil (1955),
- Fauquebois (1918),
- Chevalerie rustique (1927).

In andere boeken bezong hij zijn geliefde Ardennen:
- Histoire belge du Grand Duché de Luxembourg (1915)
- Le Sens du pays (1930),
- La Ligne de faîte (1945),
- Curieux Personnages (1942).

Hij schreef ook essays en historische werken, onder meer over zijn familie:
- Une conversion esthétique, Olivier-Georges Destrée, in: Revue Générale, (1910)
- Le benjamin du Congrès, Jean-Baptiste Nothomb (1930)
- Le roman de 1830, (1930)
- Le sens du pays. Cités et sites de Belgique (1930)
- Jean-Baptiste Nothomb et ses frères (1931)